# ام کیو تی تی
ام کیو تی تی (انگلیسی: MQTT) (در اصل سرواژه اولیه از MQ Telemetry Transport ) یک پروتکل سبک، انتشار-اشتراک، شبکه ماشین به ماشین است. ام کیو تی تی برای اتصالات با مکان‌های راه دور که دستگاه‌هایی با محدودیت منابع یا پهنای باند شبکه محدود دارند طراحی شده‌است. ام کیو تی تی باید روی یک پروتکل حمل و نقل اجرا شود که اتصالات منظم، بدون تلفات و دو جهته را فراهم می‌کند - معمولاً TCP/IP. این یک استاندارد OASIS باز و یک توصیه ISO (ISO/IEC 20922) است.

## تاریخ
اندی استنفورد کلارک (IBM) و آرلن نیپر (که در آن زمان برای Eurotech, Inc. کار می‌کرد) اولین نسخه از پروتکل را در سال ۱۹۹۹ تألیف کردند. ام کیو تی تی برای نظارت بر خطوط لوله نفت در سیستم کنترل صنعتی SCADA استفاده شد. هدف این بود که پروتکلی داشته باشیم که پهنای باند کارآمد، سبک‌وزن باشد و از باتری کمی استفاده کند، زیرا دستگاه‌ها از طریق پیوند ماهواره ای متصل می‌شدند که در آن زمان بسیار گران بود.

## امنیت
امنیت پروتکل MQTT در سال ۲۰۲۰ توسط برخی از محققان ایتالیایی با اجرای حملات DoS آهسته بر روی چنین پروتکلی به خطر افتاد به CVE-2020-13849 مراجعه کنید).